# تونی بنتلی
تونی بنتلی (انگلیسی: Tony Bentley؛ زادهٔ ۲۰ دسامبر ۱۹۳۹ – درگذشتهٔ ۱۸ دسامبر ۲۰۲۴) بازیکن فوتبال اهل بریتانیا بود.
از جمله باشگاه‌هایی که وی در آنها بازی کرده‌است، می‌توان به باشگاه فوتبال استوک سیتی، باشگاه فوتبال اشفورد یونایتد و باشگاه فوتبال ساوتند یونایتد اشاره کرد.